# 柔然語
柔然語，又稱為蠕蠕語，是一种已经滅絕的語言，來自蒙古和周边地区，也是柔然从公元4到6世纪所使用的語言。學界一般認為，柔然語可能屬於蒙古語系语言，是一種古代蒙古語:49，该论断有蒙古国的两块石碑布谷特碑和惠斯陶勒盖碑铭的铭文支持。雖然也有學者認為柔然語是一個孤立语言，但相關證據較少。

## 學術研究
1935年，卜弼德称，通过分析汉语音译的柔然语人名，结论为柔然语属于蒙古语系。艾骛德（2013）称柔然仿译了粟特语词汇「pūr」（儿子），柔然语中为「k'obun」（中古汉语音译：去汾*kʰɨʌH-bɨun），据艾骛德称这与中古蒙古语「kö'ün」（儿子）同源。 亚历山大·沃文注意到，古突厥语从一个未知的非阿尔泰语言那里借了一些词，可能就是柔然语。若果真如此，那么柔然语就不可能属于阿尔泰语系，可能是孤立语言，但证据很少。2019年，随着Brāhmī Bugut和Khüis Tolgoi两块碑刻的出现，沃文转而认为柔然语实际上就属于蒙古语系，与中古蒙古语有一定亲缘关系。历史学家而非语言学家的柯娇燕（2019）宣称柔然语的系属分类仍无确说，仍存在孤立语言的可能。:49

## 音系
柔然語有以下幾點音系特徵：
- 無中元音。
- 無詞首的l-（頭音法則）。
- 無詞尾複輔音-nd。

## 形態
柔然語有陰性後綴-tu-。

## 詞彙
以下羅列一些柔然語詞彙：
- küskü – 「鼠」
- ud – 「牛」
- luu – 「龍」 < 中古漢語：luŋ – 龍
- yund – 「馬」 < 古突厥語：，羅馬化：yunt - 馬[10]
- laγzïn – 「豬」
- qaγan – 「皇帝」
- qan – 「可汗」
- qaγatun – 「皇后」
- qatun – 「可汗之妻」
- aq – 「糞便」
- and – 「誓約」 < 古突厥語：，羅馬化：ant 「誓約」
- beg – 「長者」
- bitig – 「銘文」
- bod – 「人民」
- drö – 「法律」
- – 「力量」
- ordu – 「營帳」
- tal- – 「掠奪」
- törö – 「出生」
- türǖg – 「突厥」